# Laia Codina
Laia Codina Panedas (Campllong, 22 gennaio 2000) è una calciatrice spagnola, difensore dell'Arsenal e della nazionale spagnola, con la quale ha vinto il campionato mondiale 2023.
Con la maglia della nazionale spagnola under 19 ha vinto il campionato d'Europa nell'edizione di Svizzera 2018.

## Carriera

### Club
Cresciuta nelle giovanili del Barcellona, nell'estate del 2019 viene trasferita in prima squadra, con cui esordisce il 13 ottobre contro lo Sporting Huelva. Quattro giorni dopo esordisce anche in Champions League, nell'incontro degli ottavi di finale contro il Minsk. Nel giugno 2020 rinnova il contratto con il club catalano fino al 2022.
La stagione 2020-2021 culmina con un triplete storico per il club, data la vittoria di campionato spagnolo, Coppa della Regina e Champions League.
Il 29 luglio 2021 Codina viene ceduta in prestito annuale al Milan, in Serie A. L'anno dopo, però, ritorna al Barcellona, dove trova sempre meno spazio. Nella stagione 2022/2023 vince la Supercoppa spagnola, il campionato spagnolo e la seconda Champions League.
Il 29 agosto 2023 firma un contratto con l'Arsenal, squadra inglese della Women's Super League, e sceglie la maglia numero 27.

### Nazionale

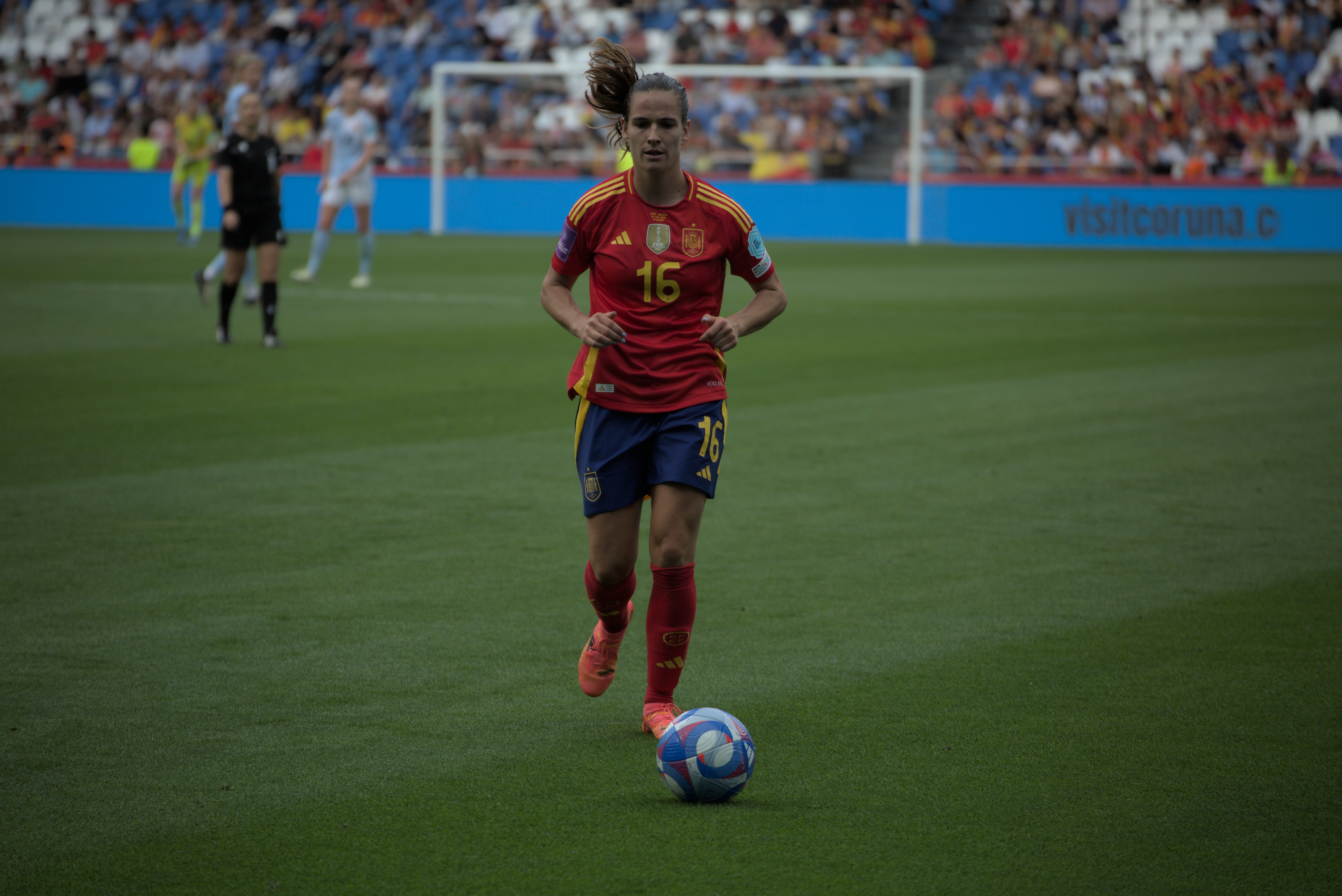
Codina con la maglia della nazionale maggiore spagnola in occasione della partita di qualificazione a Euro 2025 del 16 luglio 2024.

Nel luglio del 2023 Codina è stata inclusa nella rosa della nazionale maggiore spagnola in previsione del campionato mondiale di calcio, disputato in Australia e Nuova Zelanda, manifestazione vinta dalle iberiche in seguito al successo in finale contro l'Inghilterra.

## Statistiche

### Presenze e reti nei club
Statistiche aggiornate al 24 maggio 2025.
| Stagione          | Squadra           | Campionato        | Campionato | Campionato | Coppe nazionali | Coppe nazionali | Coppe nazionali | Coppe internazionali | Coppe internazionali | Coppe internazionali | Altre coppe | Altre coppe | Altre coppe | Totale | Totale |
| Stagione          | Squadra           | Comp              | Pres       | Reti       | Comp            | Pres            | Reti            | Comp                 | Pres                 | Reti                 | Comp        | Pres        | Reti        | Pres   | Reti   |
| ----------------- | ----------------- | ----------------- | ---------- | ---------- | --------------- | --------------- | --------------- | -------------------- | -------------------- | -------------------- | ----------- | ----------- | ----------- | ------ | ------ |
| 2019-2020         | Barcellona        | PD                | 4          | 0          | CR              | 0               | 0               | UWCL                 | 1                    | 0                    | SC          | 0           | 0           | 5      | 0      |
| 2020-2021         | Barcellona        | PD                | 12         | 1          | CR              | 2               | 0               | UWCL                 | 0                    | 0                    | SC          | 0           | 0           | 14     | 1      |
| 2021-2022         | Milan             | A                 | 13         | 0          | CI              | 3               | 0               | UWCL                 | 1                    | 0                    | SC          | 2           | 0           | 19     | 0      |
| 2022-2023         | Barcellona        | PD                | 13         | 1          | CR              | 1               | 0               | UWCL                 | 2                    | 0                    | SC          | 1           | 0           | 17     | 1      |
| Totale Barcellona | Totale Barcellona | Totale Barcellona | 29         | 2          | -               | 3               | 0               | -                    | 3                    | 0                    | -           | 1           | 0           | 36     | 2      |
| 2023-2024         | Arsenal           | WSL               | 8          | 0          | WC              | 2               | 0               | UWCL                 | -                    | -                    | FAWLC       | 6           | 1           | 16     | 1      |
| 2024-2025         | Arsenal           | WSL               | 7          | 0          | WC              | 2               | 1               | UWCL                 | 8                    | 1                    | FAWLC       | 1           | 0           | 18     | 2      |
| Totale Arsenal    | Totale Arsenal    | Totale Arsenal    | 15         | 0          | -               | 4               | 1               | -                    | 8                    | 1                    | -           | 7           | 1           | 34     | 3      |
| Totale carriera   | Totale carriera   | Totale carriera   | 57         | 2          | -               | 10              | 1               | -                    | 12                   | 1                    | -           | 10          | 1           | 89     | 5      |

### Cronologia presenze e reti in nazionale
| Cronologia completa delle presenze e delle reti in nazionale ― Spagna | Cronologia completa delle presenze e delle reti in nazionale ― Spagna | Cronologia completa delle presenze e delle reti in nazionale ― Spagna | Cronologia completa delle presenze e delle reti in nazionale ― Spagna | Cronologia completa delle presenze e delle reti in nazionale ― Spagna | Cronologia completa delle presenze e delle reti in nazionale ― Spagna | Cronologia completa delle presenze e delle reti in nazionale ― Spagna | Cronologia completa delle presenze e delle reti in nazionale ― Spagna |
| Data                                                                  | Città                                                                 | In casa                                                               | Risultato                                                             | Ospiti                                                                | Competizione                                                          | Reti                                                                  | Note                                                                  |
| --------------------------------------------------------------------- | --------------------------------------------------------------------- | --------------------------------------------------------------------- | --------------------------------------------------------------------- | --------------------------------------------------------------------- | --------------------------------------------------------------------- | --------------------------------------------------------------------- | --------------------------------------------------------------------- |
| 11-10-2022                                                            | Pamplona                                                              | Spagna                                                                | 2 – 0                                                                 | Stati Uniti                                                           | Amichevole                                                            | 1                                                                     |                                                                       |
| 19-2-2023                                                             | Sydney                                                                | Australia                                                             | 3 – 2                                                                 | Spagna                                                                | Amichevole                                                            | -                                                                     |                                                                       |
| 22-2-2023                                                             | Newcastle upon Tyne                                                   | Rep. Ceca                                                             | 0 – 3                                                                 | Spagna                                                                | Amichevole                                                            | -                                                                     | 46’                                                                   |
| 29-6-2023                                                             | Avilés                                                                | Spagna                                                                | 7 – 0                                                                 | Panama                                                                | Amichevole                                                            | -                                                                     | 63’                                                                   |
| 5-7-2023                                                              | Copenaghen                                                            | Danimarca                                                             | 0 – 2                                                                 | Spagna                                                                | Amichevole                                                            | -                                                                     |                                                                       |
| 5-8-2023                                                              | Auckland                                                              | Svizzera                                                              | 1 – 5                                                                 | Spagna                                                                | Mondiali 2023 - Ottavi di finale                                      | 1                                                                     |                                                                       |
| 11-8-2023                                                             | Wellington                                                            | Spagna                                                                | 2 – 1 dts                                                             | Paesi Bassi                                                           | Mondiali 2023 - Quarti di finale                                      | -                                                                     | 77’                                                                   |
| 15-8-2023                                                             | Auckland                                                              | Spagna                                                                | 2 – 1                                                                 | Svezia                                                                | Mondiali 2023 - Semifinale                                            | -                                                                     |                                                                       |
| 20-8-2023                                                             | Sydney                                                                | Spagna                                                                | 1 – 0                                                                 | Inghilterra                                                           | Mondiali 2023 - Finale                                                | -                                                                     | 73’                                                                   |
| 27-10-2023                                                            | Salerno                                                               | Italia                                                                | 0 – 1                                                                 | Spagna                                                                | UEFA Women's Nations League 2023-2024 - 1º turno                      | -                                                                     |                                                                       |
| 5-12-2023                                                             | Malaga                                                                | Spagna                                                                | 5 – 3                                                                 | Svezia                                                                | UEFA Women's Nations League 2023-2024 - 1º turno                      | -                                                                     | 46’                                                                   |
| 23-2-2024                                                             | Badajoz                                                               | Spagna                                                                | 3 – 0                                                                 | Paesi Bassi                                                           | UEFA Women's Nations League 2023-2024 - Semifinale                    | -                                                                     |                                                                       |
| 28-2-2024                                                             | Siviglia                                                              | Spagna                                                                | 2 – 0                                                                 | Francia                                                               | UEFA Women's Nations League 2023-2024 - Finale                        | -                                                                     |                                                                       |
| 31-5-2024                                                             | Vejle                                                                 | Danimarca                                                             | 0 – 2                                                                 | Spagna                                                                | Qual. Euro 2025                                                       | -                                                                     | 56’                                                                   |
| 12-7-2024                                                             | Chomutov                                                              | Rep. Ceca                                                             | 2 – 1                                                                 | Spagna                                                                | Qual. Euro 2025                                                       | -                                                                     | 76’                                                                   |
| 16-7-2024                                                             | La Coruña                                                             | Spagna                                                                | 2 – 0                                                                 | Belgio                                                                | Qual. Euro 2025                                                       | -                                                                     | 71’                                                                   |
| 31-7-2024                                                             | Bordeaux                                                              | Brasile                                                               | 0 – 2                                                                 | Spagna                                                                | Olimpiadi 2024 - 1º turno                                             | -                                                                     |                                                                       |
| 3-8-2024                                                              | Lione                                                                 | Spagna                                                                | 2 – 2 dts (4 – 2 dtr)                                                 | Colombia                                                              | Olimpiadi 2024 - Quarti di finale                                     | -                                                                     | 79’                                                                   |
| 6-8-2024                                                              | Marsiglia                                                             | Brasile                                                               | 4 – 2                                                                 | Spagna                                                                | Olimpiadi 2024 - Semifinale                                           | -                                                                     | 77’                                                                   |
| 9-8-2024                                                              | Décines-Charpieu                                                      | Spagna                                                                | 0 – 1                                                                 | Germania                                                              | Olimpiadi 2024 - Finale 3º posto                                      | -                                                                     | 86’                                                                   |
| 25-10-2024                                                            | Almendralejo                                                          | Spagna                                                                | 1 – 1                                                                 | Canada                                                                | Amichevole                                                            | -                                                                     |                                                                       |
| 29-10-2024                                                            | Vicenza                                                               | Italia                                                                | 1 – 1                                                                 | Spagna                                                                | Amichevole                                                            | -                                                                     | 75’                                                                   |
| 29-11-2024                                                            | Cartagena                                                             | Spagna                                                                | 5 – 0                                                                 | Corea del Sud                                                         | Amichevole                                                            | -                                                                     | 61’                                                                   |
| 3-12-2024                                                             | Nizza                                                                 | Francia                                                               | 2 – 4                                                                 | Spagna                                                                | Amichevole                                                            | -                                                                     |                                                                       |
| Totale                                                                |                                                                       | Presenze                                                              | 24                                                                    |                                                                       | Reti                                                                  | 2                                                                     |                                                                       |

## Palmarès

### Club

#### Competizioni nazionali
- Campionato spagnolo: 3

Barcellona: 2019-2020, 2020-2021, 2022-2023
- Coppa della Regina: 2

Barcellona: 2019-2020, 2020-2021
- Supercoppa spagnola: 3

Barcellona: 2020, 2022, 2023
- FA Women's League Cup: 1

Arsenal: 2023-2024

#### Competizioni internazionali
- UEFA Women's Champions League: 3

Barcellona: 2020-2021, 2022-2023
Arsenal: 2024-2025

### Nazionale
- UEFA Women's Nations League: 1

2023-2024
- Campionato mondiale: 1

2023
- Campionato d'Europa under 19: 1

Svizzera 2018

## Nella cultura di massa
Il 1º novembre 2024 esce in esclusiva Netflix il documentario Se acabó: Diario de las campeonas, a cui Codina prende parte insieme ad altre sette sue compagne della nazionale spagnola campionessa del mondo 2023, oltre a due calciatrici che avevano rifiutato la convocazione al Mondiale, con l'intenzione di denunciare il sistema di maltrattamenti e molestie all'interno della selezione femminile. Ad alzare pubblicamente il polverone, nel 2023, fu il bacio non consensuale dato dall'ex presidente della Federazione calcistica della Spagna Luis Rubiales alla calciatrice Jennifer Hermoso, durante i festeggiamenti del 20 agosto immediatamente successivi alla vittoria del titolo contro l'Inghilterra, oltre a una lettera firmata nei giorni precedenti al ritiro da diverse calciatrici spagnole e finalizzata all'esonero di Jorge Vilda, commissario tecnico ritenuto gravemente incapace.

## Filmografia

### Televisione
- Se acabó: Diario de las campeonas - docufilm (2024)